# (27959) Fagioli
Pour les articles homonymes, voir Fagioli.
(27959) Fagioli est un astéroïde de la ceinture principale.

## Description
(27959) Fagioli est un astéroïde de la ceinture principale. Il fut découvert le 19 septembre 1997 à San Marcello Pistoiese par Luciano Tesi. Il présente une orbite caractérisée par un demi-grand axe de 2,35 UA, une excentricité de 0,06 et une inclinaison de 6,6° par rapport à l'écliptique.

## Compléments